# Mo' Mega
Mo' Mega è il secondo album del rapper statunitense Mr. Lif, pubblicato nel 2006 da Definitive Jux. Ha raggiunto un punteggio di 75/100 su Metacritic basato su 22 recensioni.
| Recensione       | Giudizio |
| ---------------- | -------- |
| AllMusic         | [ 1 ]    |
| Robert Christgau | ***      |
| Rolling Stone    | [ 2 ]    |
| Pitchfork        | [ 2 ]    |
| Prefix           | [ 2 ]    |
| Spin             | [ 2 ]    |
| Billboard        |          |
| Q                |          |
| Blender          |          |
| PopMatters       |          |

## Tracce
1. Collapse – 2:32 – El-P
2. Ultra Mega – 2:36 – El-P
3. Brothaz – 4:28 – El-P
4. The Fries – 3:38 – El-P
5. Take, Hold, Fire! (featuring Aesop Rock & El-P) – 3:40 – El-P
6. Murs Iz My Manager (featuring Murs) – 4:19 – Edan
7. Washitup! – 2:56 – Mr. Lif
8. Long Distance – 4:04 – El-P
9. Mo' Mega (featuring Blueprint & Akrobatik) – 4:15 – El-P
10. Lookin' In... – 2:47 – El-P
11. For You – 5:27 – Nick Toth

## Classifiche settimanali
| Classifica (2006)     | Posizione massima |
| --------------------- | ----------------- |
| US Heatseekers Albums | 27                |
| US Independent Albums | 31                |